# Emil Dosenheimer
Emil Dosenheimer (* 11. Februar 1870 in Ungstein; † 16. Februar 1936 in Heidelberg) war ein deutscher Jurist und bis zur Machtübernahme durch die Nationalsozialisten gesellschaftlich vielfältig engagiert.

## Leben und Wirken

### Herkunft
Emil Dosenheimer war der Sohn des Kaufmanns Abraham Dosenheimer und dessen Ehefrau Helene, geb. Adler, und wuchs mit drei Geschwistern auf: sein Bruder war der spätere Kaufmann Robert Dosenheimer (1860–1935), seine Schwestern Flora (1864–1946, später verheiratete Lurch) und Elise (1868–1959). Das in Ungstein/Rheinpfalz betriebene Landengeschäft gab der Vater 1891 auf.

### Ausbildung
Emil Dosenheimer besuchte zunächst bis 1880 die Volksschule in Ungstein, anschließend bis 1886 die Lateinschule in Bad Dürkheim und trat im Frühjahr 1886 in die Obersekunda des Großherzogliches Gymnasium in Worms am Rhein ein, wo er 1889 das Abitur ablegte. Auch alle seine Geschwister erwarben das Abitur. Von 1889 bis 1893 studierte Dosenheimer Rechtswissenschaften in München, unterbrach im Wintersemester 1890/91 und Sommersemester 1891 allerdings das Studium – möglicherweise, um seine Eltern bei der Auflösung des Geschäftes und beim Umzug von Ungstein nach Frankenthal zu unterstützen. Ab 1892 gab er die Stadt Frankenthal als seine Heimat an. Für die Fortsetzung seines Studiums ab dem Wintersemester 1891/92 erhielt er Unterstützung von seinen Eltern sowie vom Ehemann seiner Schwester Flora, dem Mehlhändler Heinrich Lurch.

### Berufliche Laufbahn und Engagement
Nach Studienabschluss begann Dosenheimer 1893 als Rechtspraktikant beim Bezirksamt (Landratsamt), beim Amts- und Landgericht sowie bei Rechtsanwalt Stößel. Nach der Staatsprüfung 1896 (Gesamtnote II) war er eineinhalb Jahre bei den Rechtsanwälten Stößel und Dr. Mappes in Frankenthal tätig und wirkte danach als Amtsanwalt an den Amtsgerichten Homburg und Waldmohr. Ab Juli 1900 war er Sekretär beim Landgericht Frankenthal und ging dann im Januar 1902 als Königlich Bayerischer Amtsrichter zum Amtsgericht Waldmohr. Im Januar 1906 erfolgte seine Versetzung an das Amtsgericht Ludwigshafen am Rhein.
Dosenheimer wurde während des Ersten Weltkriegs nicht zum Kriegsdienst verpflichtet, da er die gesetztliche Mindestgröße nicht erreicht hatte. Nach seiner Ernennung zum Oberamtsrichter im Jahr 1914 folgte 1916 unter gleichzeitiger Ernennung zum Landgerichtsrat seine Versetzung an das Landgericht Frankenthal.
1916 zog er mit seiner Frau und den Kindern von Ludwigshafen nach Frankenthal, wo die Familie in der Pilgerstraße 2 wohnte. Gemeinsam mit dem Bezirksamtsassessor Hermann Fitz engagierte sich Dosenheimer seit April 1919, indem er unentgeltlich allgemeine Volksbildungskurse durchführte, um heimkehrenden Soldaten und Arbeitslosen Chancen für die Zukunft zu geben. Dosenheimer und Fitz waren auch selbst als Lehrkräfte tätig. Basierend auf ihren Erfahrungen kam es im Dezember 1919 zur Gründung des Volksbildungsvereins. Hermann Fitz fungierte als 1. Vorsitzender, Dosenheimer als 2. Vorsitzender. Nachdem Fitz im Februar 1923 von den Franzosen ausgewiesen worden war, übernahm Dosenheimer die Position des 1. Vorsitzenden, die er bis zu seiner beruflichen Versetzung im Herbst 1929 nach Landau in der Pfalz innehatte. Dosenheimer und Fitz waren zudem maßgebliche Initiatoren für die Gründung des Pfälzischen Verbandes für freie Volksbildung im Jahr 1920 und Dosenheimer wurde bei der Gründungsversammlung im selben Jahr in Neustadt an der Haardt zum 1. Vorsitzenden des Verbandes gewählt. Nach der Machtergreifung durch die Nationalsozialisten trat er im Februar 1933 von diesem Amt zurück. Sein Engagement für die Volksbildung wurde vom Kultusministerium mehrfach gewürdigt. Von 1921 bis 1923 war Dosenheimer außerdem stellvertretender Vorsitzender des städtischen Mieteinigungsamtes; in juristischen Fachzeitschriften veröffentlichte er mehrere Aufsätze. In dieser Zeit war er Richter bei der 3. Zivilkammer des Landgerichts Frankenthal und wurde zum 1. Juni 1924 zum Oberlandesgerichtsrat ernannt.
1919 trat Dosenheimer in die Freireligiösen Gemeinde ein, von 1920 bis zu seinem Umzug nach Landau in der Pfalz war er 1. Vorsitzender der Freireligiösen Gemeinde Frankenthal. Zudem war er stellvertretender Vorsitzender des Bundes der Freireligiösen Gemeinden in der Pfalz. In kurzen Worten beschrieb er seine Auffassung von einer freien Weltanschauung wie folgt: „Nicht frei von Religion, sondern frei in der Religionsauffassung, Sieg des vernunftgemäßen Denkens, frei von Glaubenszwang, höchstes sittliches Verantwortungsgefühl seinen Mitmenschen gegenüber, das sich in wahrer Nächstenliebe frei von Heuchelei geltend mache.“
Dosenheimer trat am 21. September 1924 in Frankenthal als Redner auf dem Antikriegstag der Freien Gewerkschaften auf, wobei er den Eintritt Deutschlands in den Völkerbund forderte und die Gründung einer Ortsgruppe der Deutschen Friedensgesellschaft in Frankenthal ankündigte, deren Vorsitzender er bis zu seinem Umzug nach Landau war.
Als er sich um die Stelle als stellvertretender Landgerichtsdirektor beim Landgericht Frankenthal bewarb, wirkte sich die gegen seine persönlichen Auffassungen gerichtete Stimmung der bayerischen Justiz aus, weshalb er erst später, im Oktober 1929, zum stellvertretenden Landgerichtsdirektor befördert wurde – allerdings nicht in Frankenthal, sondern in Landau in der Pfalz, dem kleinsten Landgericht des Oberlandesgerichtsbezirks Zweibrücken. Zum 1. April 1930 übersiedelte er mit seiner Familie dann nach Landau.

### Zeit des Nationalsozialismus
Nach der Machtergreifung durch die Nationalsozialisten wurde Dosenheimer wegen seiner jüdischen Abstammung aufgrund § 3 Abs. 1 des Gesetzes zur Wiederherstellung des Berufsbeamtentums vom 7. April 1933 zum 1. April 1933 beurlaubt und zum 1. Juli 1933 in den dauernden Ruhestand versetzt. Dabei wurden sein pensionsfähiges Diensteinkommen und seine Dienstzeit so festgesetzt, als hätte er im Zeitpunkt des Ausscheidens das 65. Lebensjahr vollendet. Auch in Landau in der Pfalz war Dosenheimer vielfältig engagiert. So war er Vorsitzender des Historischen Vereins der Pfalz (Ortsgruppe Landau), und Mitglied des Ausschusses des Theatervereins. Nach der Machtergreifung durch die Nationalsozialisten trat er von diesen Ämtern zurück.

### Buchveröffentlichungen
In seinem 1913 im Neuen Frankfurter Verlag erschienen Buch Ursachen des Verbrechens und ihre Bekämpfung verarbeitete Dosenheimer seine Erfahrungen aus dem juristischen Alltag, wobei er erkannt hatte, dass Verbrechen häufig gesellschaftliche Ursachen haben und diese beseitigt werden müssen, um Straftaten zu vermeiden. Eine zweite Auflage des Buches erschien 1924.
1926 erschien, ebenfalls im Neuen Frankfurter Verlag, das Buch Für und wider die Todesstrafe. Darin veröffentlichte Dosenheimer die Stellungnahmen namhafter Persönlichkeiten, die er zu diesem Thema befragt hatte, darunter zum Beispiel Thomas Mann, Heinrich Mann und Jakob Wassermann. Dosenheimer bezweckte als Gegner der Todesstrafe mit dieser Veröffentlichung, in die öffentliche Meinungsbildung einzugreifen, da zu der Zeit im Entwurf eines allgemeinen deutschen Strafgesetzbuches in § 29 weiterhin die Todesstrafe vorgesehen war.

### Tod
Ende Juli 1933 zog Dosenheimer von Landau nach Mannheim, im Oktober desselben Jahres weiter nach Heidelberg, wo er am 16. Februar 1936 verstarb. Seine Urne wurde am 5. März 1936 im Familiengrab auf dem alten Judenfriedhof in Frankenthal beigesetzt. Das Grab wurde während der Zeit des Nationalsozialismus beseitigt.

### Familie
Emil Dosenheimer heiratete im Dezember 1906 in Ludwigshafen am Rhein die aus Mannheim stammende Paula Friedmann, Tochter des Kaufmanns Leopold Friedmann und seiner Ehefrau Rosa geb. Aberle. Aus der Ehe stammten zwei Kinder: Ernst Karl (1907–1987), der 1936 nach Palästina emigrierte, und Gertrud Helene (1910–1993, später verheiratete Schwerin), die an den Universitäten in München, Heidelberg, Freiburg, Grenoble/Frankreich und Köln studierte und 1937 in die USA emigrierte.
Dosenheimers Ehefrau entschloss sich gegen eine Emigration, in Befürchtung des Verlustes ihrer Pensionsansprüche. Sie wurde am 22. Oktober 1940 in das Internierungslager Camp de Gurs deportiert. Mit Hilfe von Paul Rehfeld, einem Enkel von Emil Dosenheimers Schwester Flora, wurde 1942 ihre Ausreise in die USA ermöglicht, wo sie am 7. Juli 1970 in New York City starb.

## Gedenken
Am 12. April 2005 wurden für die Familie Dosenheimer an deren ehemaliger Wohnadresse Pilgerstraße Nr. 2 in Frankenthal vier Stolpersteine verlegt. In Landau in der Pfalz wurde für Emil Dosenheimer im Marienring Nr. 13 (Landgericht) ein Stolperstein verlegt.

## Schriften (Auswahl)
- Ursachen des Verbrechens und ihre Bekämpfung. Neuer Frankfurter Verlag, Frankfurt 1913 (Digitalisat)
- Der Monismus und das Strafrecht. (= Flugschriften des Deutschen Monistenbundes. H. 6), Breitenbach, Brackwede 1906.
- mit Eduard Aigner: Die Wahrheit über eine Wunderheilung von Lourdes. Eine ärztliche Studie zum goldenen Lourdesjubiläum 1908. Neuer Frankfurter Verlag, 1908.
- Eine Briefmarkengeschichte. In: Kinderland. Blätter für ethische Jugenderziehung. 1912, Heft 8, S. 32/33 und Heft 9, S. 34/35, Digitalisat Deutsche Digitale Bibliothek
- Der Teufel Alkohol. (Flugschrift) Neuland-Verlag, Hamburg 1925.
- Als Herausgeber: Für und wider die Todesstrafe. Mit Beiträgen von u. a. Thomas Mann, Heinrich Mann. Neuer Frankfurter Verlag, Frankfurt 1926.
- Die Frage der Euthanasie in rechtlicher Bedeutung (1915). In: Gerd Grübler: Quellen zur deutschen Euthanasie-Diskussion (1895–1941). Lit Verlag, Münster/Berlin 2007; 2. aktual. Aufl. 2020, ISBN 978-3-643-14404-1, S. 113–114.